# Rejon cywilski
Rejon cywilski (ros. Цивильский район, czuw. Ҫӗрпӳ районӗ) – rejon w należącej do Rosji autonomicznej republice Czuwaszji.
Rejon leży we wschodniej części kraju, jego ośrodkiem administracyjnym jest miasto Cywilsk. Według danych na rok 2010 rejon zamieszkiwały 36 772 osoby, a gęstość zaludnienia wyniosła 46 os./km2.

## Geografia
Rejon cywilski graniczy z rejonem czeboksarskim na północy i północnym-zachodzie, mariinsko-posadskim na północnym-wschodzie, kozłowskim na wschodzie, urmarskim na południowym-wschodzie, kanaskim na południu oraz krasnoarmiejskim na zachodzie.
Powierzchnia rejonu wynosi 790,8 km2.

## Galeria

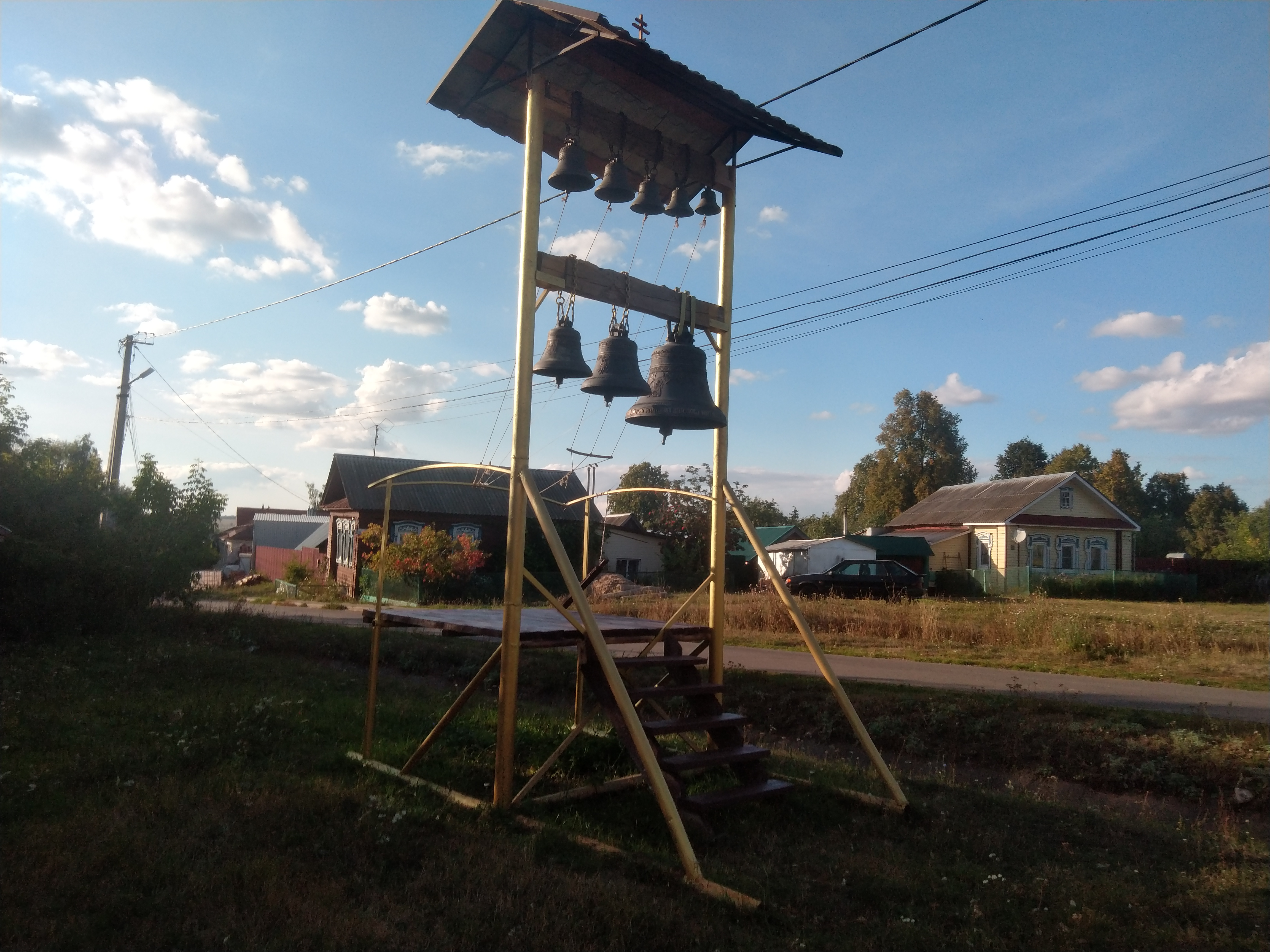
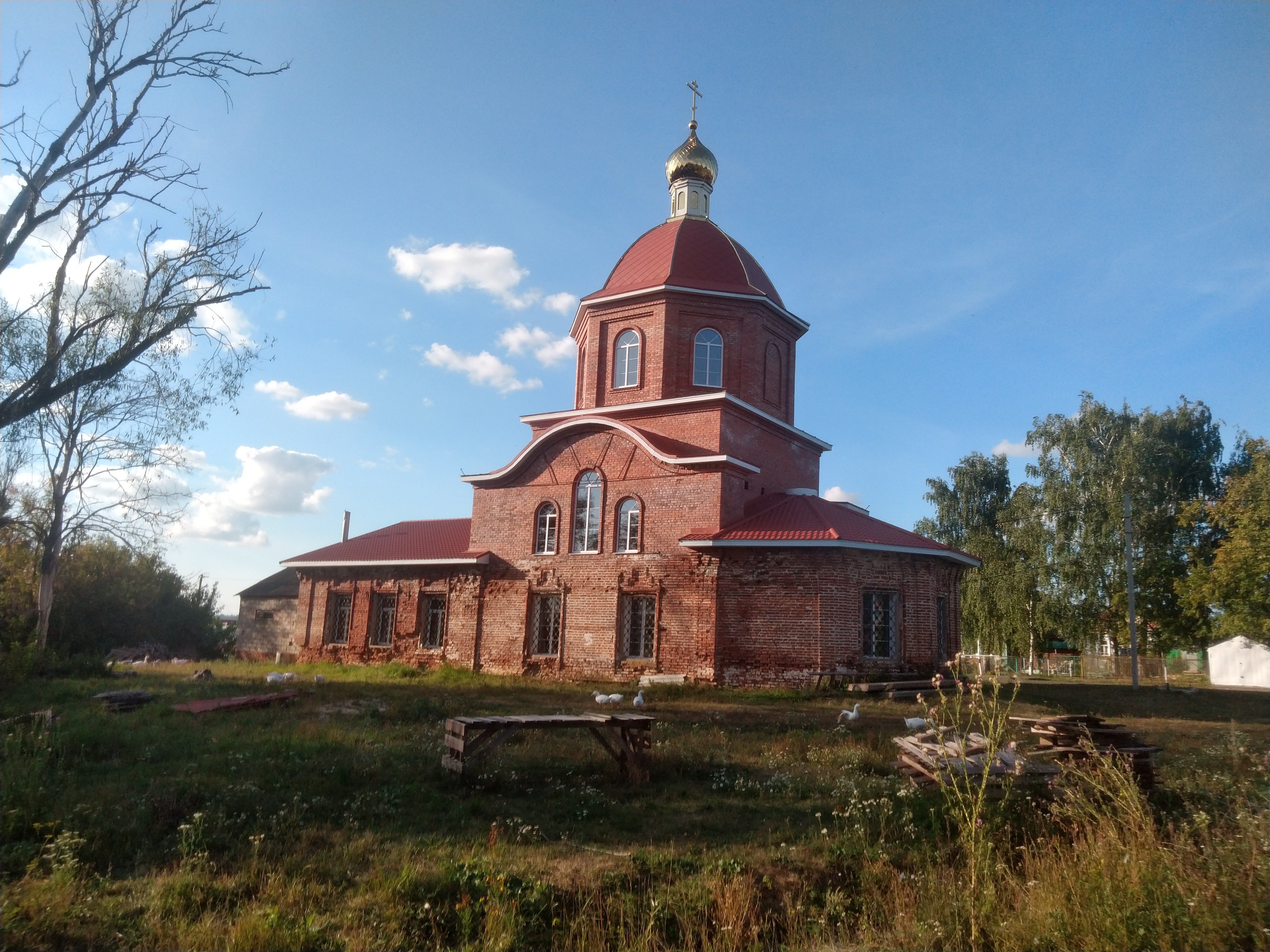
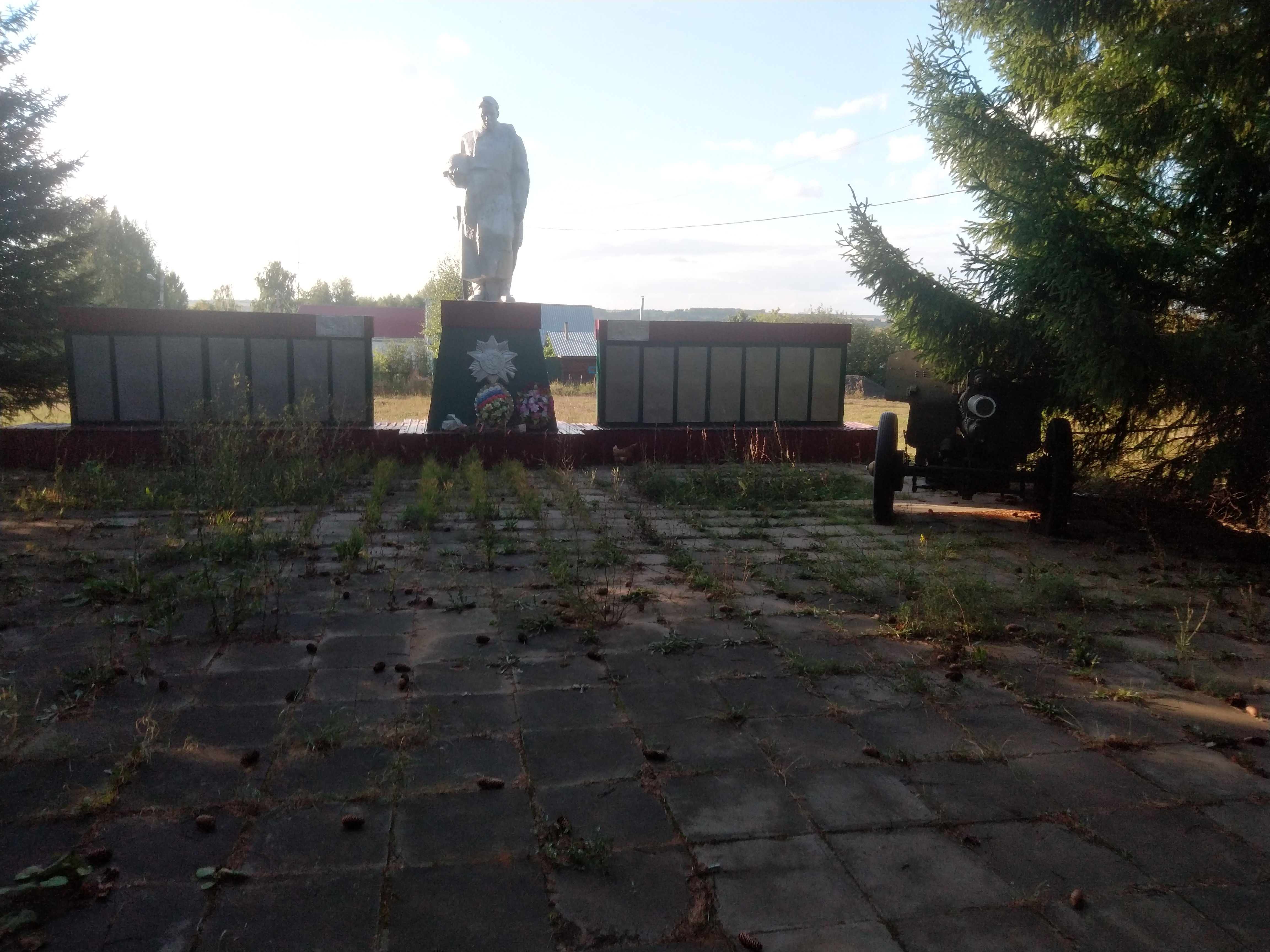
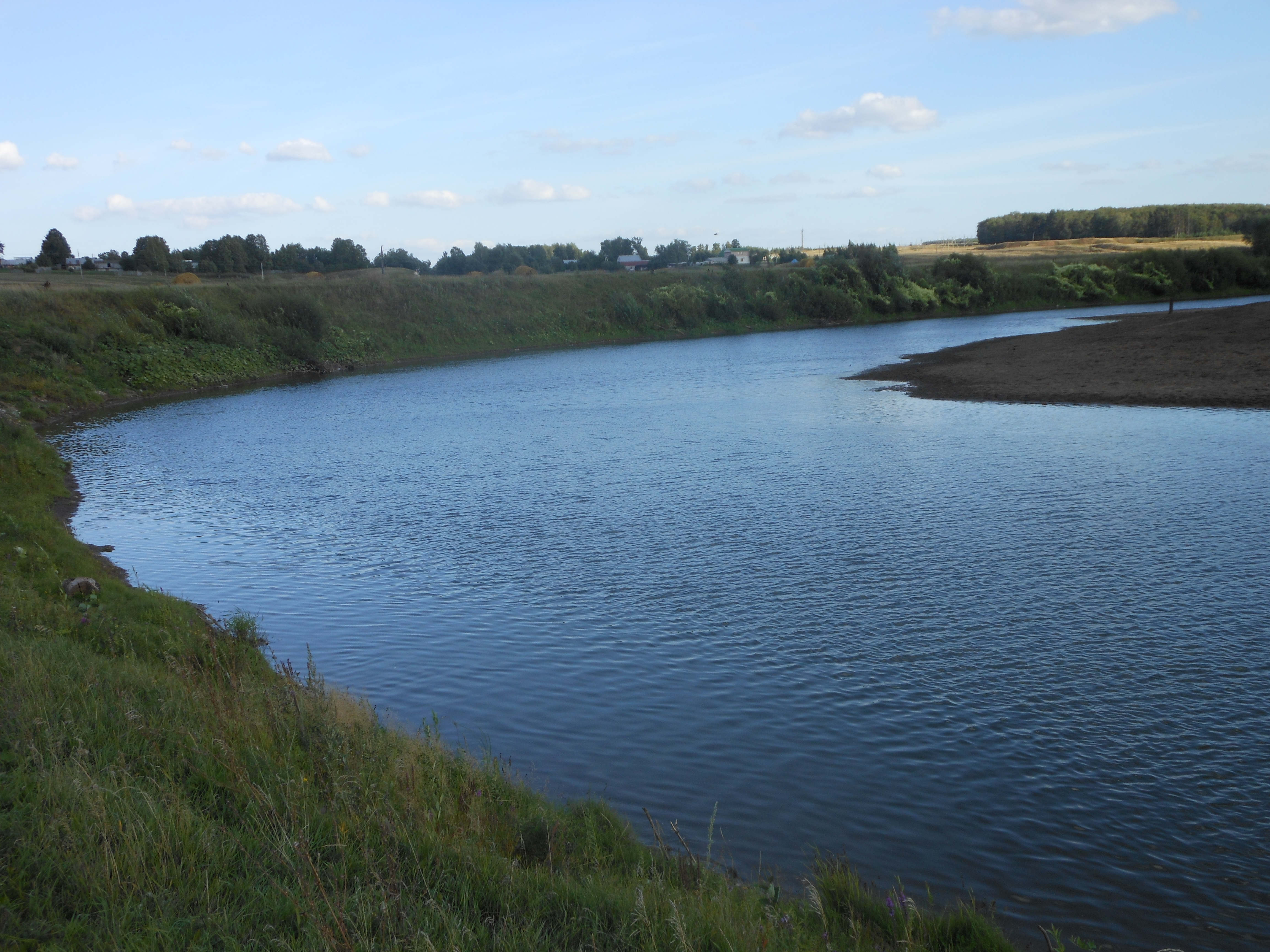